# Grote Prijs Jean-Pierre Monseré 2025
Il Grote Prijs Jean-Pierre Monseré 2025, quattordicesima edizione della corsa e valida come prova dell'UCI Europe Tour 2025 categoria 1.1, si svolse il 9 marzo 2025 su un percorso di 201,6 km, con partenza da Ichtegem e arrivo a Roeselare, in Belgio. La vittoria fu appannaggio del francese Alexys Brunel, il quale completò il percorso in 4h28'47", alla media di 45,003 km/h, precedendo il norvegese Stian Fredheim e il belga Michiel Coppens.
Sul traguardo di Roeselare 158 ciclisti, dei 166 partiti da Ichtegem, portarono a termine la competizione.

## Squadre e corridori partecipanti
| N.      | Cod. | Squadra                |
| ------- | ---- | ---------------------- |
| 1-7     | LOT  | Lotto                  |
| 11-17   | ADC  | Alpecin-Deceuninck     |
| 21-27   | ARK  | Arkéa-B&B Hotels       |
| 31-37   | TBV  | Bahrain Victorious     |
| 41-47   | COF  | Cofidis                |
| 51-57   | IWA  | Intermarché-Wanty      |
| 61-67   | TPP  | Team Picnic PostNL     |
| 71-77   | XAT  | XDS Astana Team        |
| 81-87   | CJR  | Caja Rural-Seguros RGA |
| 92-97   | EKP  | Equipo Kern Pharma     |
| 101-107 | EUS  | Euskaltel-Euskadi      |
| 111-117 | IPT  | Israel-Premier Tech    |
| 121-126 | Q36  | Q36.5 Pro Cycling Team |

| N.      | Cod. | Squadra                       |
| ------- | ---- | ----------------------------- |
| 131-137 | TFB  | Team Flanders-Baloise         |
| 141-147 | TEN  | TotalEnergies                 |
| 151-157 | TUD  | Tudor Pro Cycling Team        |
| 161-167 | RKT  | Unibet Tietema Rockets        |
| 171-176 | UXM  | Uno-X Mobility                |
| 181-187 | VBF  | VF Group-Bardiani CSF-Faizanè |
| 191-197 | WB2  | Wagner Bazin WB               |
| 201-207 | A6D  | Atom 6 Bikes-Decca            |
| 211-216 | BCY  | Beat Cycling Team             |
| 221-227 | MET  | Metec-Solarwatt p/b Mantel    |
| 231-237 | TIS  | Tarteletto-Isorex             |
| 241-246 | VWE  | VolkerWessels Cycling Team    |

## Ordine d'arrivo (Top 10)
| Pos. | Corridore          | Squadra       | Tempo    |
| ---- | ------------------ | ------------- | -------- |
| 1    | Alexys Brunel      | TotalEnergies | 4h28'47" |
| 2    | Stian Fredheim     | Uno-X         | a 8"     |
| 3    | Michiel Coppens    | Beat          | s.t.     |
| 4    | Hugo Hofstetter    | Israel        | s.t.     |
| 5    | Milan Fretin       | Cofidis       | s.t.     |
| 6    | Victor Vercouillie | Flanders      | s.t.     |
| 7    | Gleb Syrica        | XDS           | s.t.     |
| 8    | Giacomo Nizzolo    | Q36.5         | s.t.     |
| 9    | Gerben Thijssen    | Intermarché   | s.t.     |
| 10   | N. Vandenbranden   | Flanders      | s.t.     |